# Diego Loreggian
Diego Loreggian (Monselice, 10 luglio 1982) è un produttore cinematografico, regista e produttore televisivo italiano.

## Biografia
Vincitore di tre Nastro d'argento e un Globo d'oro, Diego Loreggian ha iniziato la sua carriera come motion designer per numerosi film, tra cui Il mercante di Venezia, The Italian Job e The Twilight Saga: New Moon. Dal 2005 inizia la sua carriera come produttore indipendente e nel 2008 fonda DNA Cultura, una società che si occupa di contenuti multimediali per la valorizzazione dei Beni Culturali collaborando con i principali musei italiani ed europei. Dal 2006 è presente come supervisore degli effetti speciali in diverse produzioni: Borgia, Casino Royal, Inferno. Nel 2014 ha prodotto il cortometraggio Doppia Luce, con il quale ha vinto 35 premi in circa 50 selezioni ufficiali in tutto il mondo e grazie al quale si è aggiudicato il Leone di Vetro alla 72ª Mostra del Cinema di Venezia come miglior produttore emergente.
Nel 2016, fonda la sua casa di produzione Redstring e nello stesso anno produce il cortometraggio Moby Dick diretto da Nicola Sorcinelli con protagonista Kasia Smutniak, grazie al quale vince il Nastro d’Argento 2017 come miglior cortometraggio italiano. Nello stesso anno ha co-prodotto con Sky Arte il docufilm Ceci nes’t pas un cannolo opera prima di Tea Falco. Nel 2018 ha distribuito insieme a Zen Movie il cortometraggio Inanimate di Lucia Bulgheroni, vincendo numerosi premi, tra cui il Nastro D'Argento Speciale nel 2019, Miglior cortometraggio d'animazione a Cannes Cinéfondation e BAFTA LA.
Nel 2019 scrive e dirige insieme ad Alessandra Gonnella il cortometraggio Il Gioco del Silenzio, dramma su alcuni episodi accaduti realmente in una scuola elementare durante la seconda guerra mondiale e nello stesso anno realizza anche la regia del videoclip #FightRacism, sulle note della canzone di Lenny Kravitz Here To Love, selezionato dalle Nazioni Unite per la Giornata Mondiale dei Diritti Umani.
Nel 2020 vince il suo terzo Nastro D’Argento grazie al cortometraggio A Cup of Coffee with Marilyn di Alessandra Gonnella con protagonista Miriam Leone nel ruolo di una giovane Oriana Fallaci. Da quest’ultimo progetto è nata la serie tv Miss Fallaci prodotta da Paramount Television International Studios, Redstring e Minerva Pictures, uscita a inizio 2025 su Rai 1 e in più di 30 paesi attraverso Paramount Global Distribution; la serie è stata premiata al MIA Drama Pitching Forum 2020 con il ViacomCBS International Studios Award come miglior pitch di serie internazionale.
Dal 2021 Diego Loreggian ha inoltre prodotto altri tre cortometraggi e due documentari: nel 2021 Una Nuova Prospettiva con l'attore premio Oscar Zoltán Cservák, presentato in anteprima al Torino Film Festival e vincitore di 30 festival in tutto il mondo, nello stesso anno coproduce il documentario Ennio di Giuseppe Tornatore tributo al maestro Ennio Morricone, nel 2022 il documentario Giotto e il sogno del Rinascimento patrocinato dall'UNESCO, nel 2023 il cortometraggio Frammenti con Matilde Gioli e nel 2024 il corto Chloe con protagonista Charithra Chandran, presentato in anteprima all’81ª Mostra del Cinema di Venezia e vincitore della 65ma edizione del Globo d'oro 2025 come Miglior Cortometraggio assegnato dalla stampa estera in Italia.

## Filmografia

### Produttore

#### Cinema
- Ceci nes’t pas un cannolo, regia di Tea Falco (2017)
- Tienimi su di Te, regia di Laszlo Barbo (2019)

#### Televisione
- Miss Fallaci, regia di Luca Ribuoli, Giacomo Martelli e Alessandra Gonnella – serie TV, 8 episodi (2024)

#### Documentari
- Amen. Il Pittore che fece sognare Hollywood (2012)
- Urbs Picta. Giotto e il Sogno del Rinascimento, regia di Francesco Invernizzi (2023)

#### Cortometraggi
- Doppia Luce, regia di Laszlo Barbo (2015)
- Respira, regia di Laszlo Barbo (2016)
- Moby Dick, regia di Nicola Sorcinelli (2017)
- Inanimate, regia di Lucia Bulgheroni (2019)
- A Cup of Coffee with Marilyn, regia di Alessandra Gonnella (2020)
- Una Nuova Prospettiva, regia di Emanuela Ponzano (2021)
- Frammenti, regia di Andrea Casadio (2022)
- Chloe, regia di Matthias Salzburger (2024)

### Regista

#### Documentari
- Amen. Il Pittore che fece sognare Hollywood (2012)
- Plessi. Il Flusso dell Ragione (2013)
- Piero della Francesca. Monarch of Painting (2019)

#### Cortometraggi
- San Cosma. Il Gioco del Silenzio (2019)

#### Video Musicali
- Gerardo Felisatti. Lightly in New York (2016)
- Shanatoa. Motherland (2018)
- Marco Tansini. We Can Find Love (2018)
- Opra Mediterranea. Numeri Primi (2019)
- Lenny Kravitz. #FightRacism. Here To Love (2019)
- Opra Mediterranea. I Ritorni (2020)
- Marco Tansini. Where The Eagle Flies (2018)
- Giacomo Ghinazzi. Another Day (2023)
- Brama Project. Satelliti (2024)

## Riconoscimenti
- Nastro d'argento
  - 2017 - Miglior cortometraggio per Moby Dick
  - 2019 - Miglior cortometraggio per Inanimate
  - 2020 - Miglior cortometraggio per A Cup of Coffee with Marilyn
- Leone di Vetro
  - 2016 - Miglior produttore emergente
- Globo d'oro
  - 2025 - Miglior cortometraggio per Chloe